# Сан-Сальви (Флоренция)
Сан-Сальви  (итал. La chiesa di San Michele in San Salvi — церковь Святого Михаила у Святого Сальвия) — католическая церковь во Флоренции, Италия. Один из древнейших приходов за пределами городских стен (ныне Виа Сан-Сальви, 16). Соседний музей Ченаколо-ди-Сан-Сальви (Museo del Cenacolo di San Salvi) расположен в бывшей трапезной монастыря. В нём имеется известная фреска Андреа дель Сарто «Тайная вечеря» (ок. 1520) и значительная коллекция произведений искусства, в основном живописи периода флорентийского маньеризма.

## История
Древняя церковь аббатства, заложенная основателем монашеского ордена валломброзианов Джованни Гуальберто (Иоанн Гуальберт, 995—1073), была построена около 1048 года на месте предыдущей капеллы, которая в то время находилась на открытой местности за стенами Флоренции. Святой Сальвий в VII веке был епископом Амьена, и именно его чудесное явление привело к выбору этого места. Церковь была посвящена святому Архангелу Михаилу.

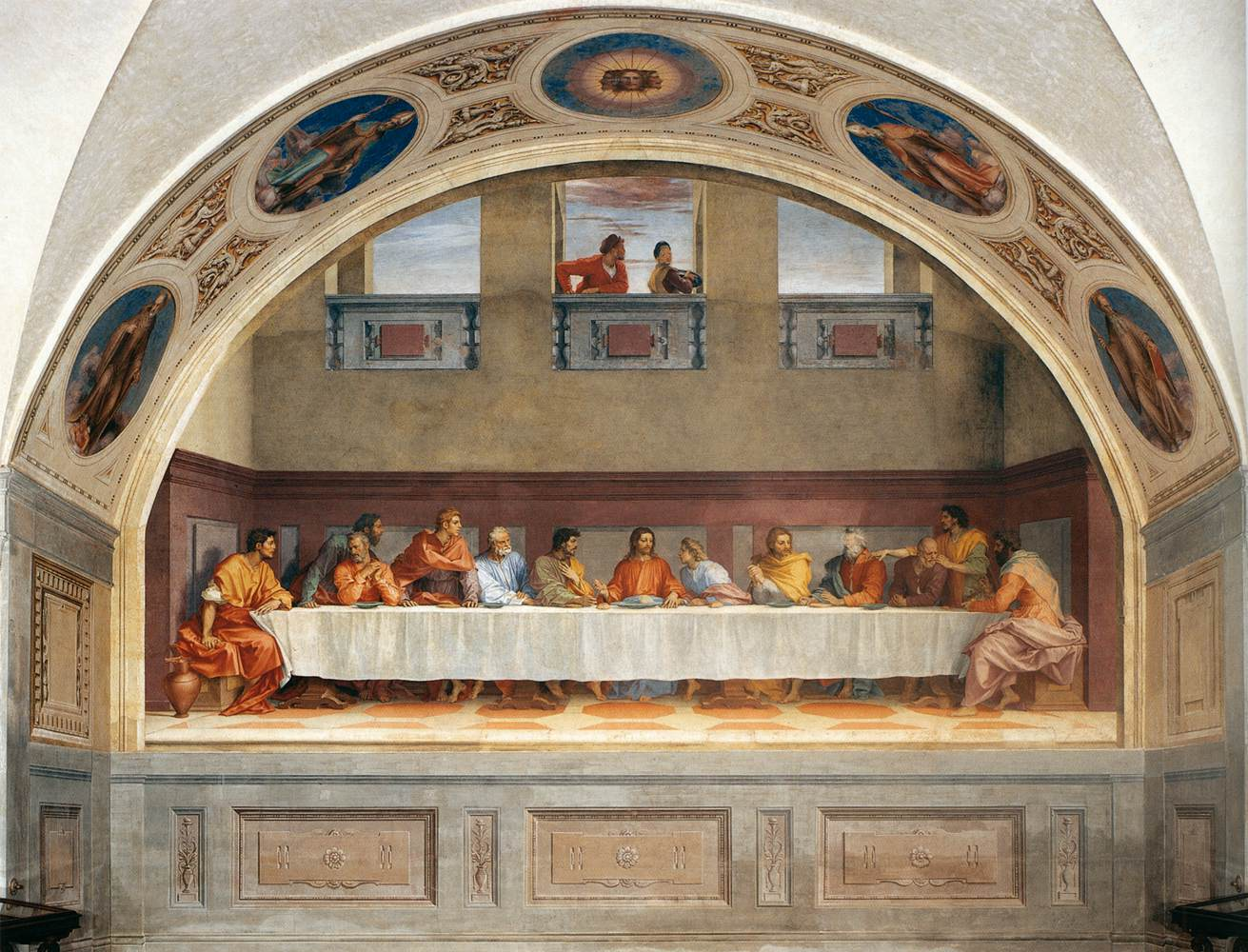
Андреа дель Сарто. Тайная вечеря. Ок. 1520. Фреска. Трапезная монастыря

В первые годы XVI века, были построены трапезная и кухни, новые кельи для монахов. Среди украшений этого периода — чудесная «Тайная вечеря», созданная Андреа дель Сарто в 1526 году в трапезной монастыря. Церковь и монастырь пострадали во время «Осады Флоренции» 1529—1530 годов, но это была единственная церковь за пределами городских стен, которую не сравняли с землей ни сами флорентийцы, стремившиеся создать выжженную землю для врага, ни имперские войска, из-за всеобщего восхищения фреской Андреа дель Сарто, о чём сообщали все историки того времени.
В 1534 году церковь была реконструирована в соответствии с оригинальным стилем, за исключением нового портика. Во время французской оккупации Д. Виван-Денон забрал из монастыря картину Рафаэллино дель Гарбо «Коронование Девы Марии с четырьмя святыми» и отправил её во Францию, в Музей Наполеона, и до настоящего времени она хранится в парижском Лувре.
Церковь сильно пострадала во время наводнения 1966 года и в 1980-х годах была отреставрирована.

## Произведения искусства в интерьере церкви
Церковь построена в виде латинского креста с одним нефом и трансептом. От начальной средневековой церкви сохранился вышеупомянутый план, ориентированный по оси восток-запад, с прямоугольной апсидой и стропильной крышей, а также часть стен. Внешний вид, и интерьер храмa просты, хотя некоторые детали, в частности фрески, которые частично сохранились, выдавали богатство аббатства. На правой стене нефа находится алтарный образ «Мадонны с Младенцем и святыми» работы Фабрицио Боски, а на алтаре — картина «Чудо ребёнка, воскрешённого Блаженным смирением» (1623—1624) работы Доменико Крести, известного как Доменико Пассиньяно.
В правом трансепте, в капелле Сан-Джованни Гуальберто, имеются фрески с изображениями из жизни святого работы анонимного флорентийского художника, а также статуя «Благословенного Смирения»(la Beata Umiltà) работы Андреа Орканья (1350). В алтаре правого трансепта находится картина «Рождество Христа» работы Козимо Гамберуччи 1603 года.
Два рельефа с изображениями святых Сальви и Михаила работы Бенедетто да Ровеццано, возможно, принадлежавшие кафедре, позднее разобранной, помещены по сторонам пресбитерия, внутри которого у главного алтаря находится деревянное Распятие начала XVI века, возможно, работы Баччо да Монтелупо, укреплённое на холсте с изображением Мадонны и Святого Иоанна флорентийского художника конца XVI века.
В алтаре левого трансепта находится «Распятие и святые» работы Франческо Морандини. Там же картина Карло Портелли «Поклонение пастухов» (ок. 1550), перенесённая из церкви Санта-Мария-ин-Монтичелли во время наполеоновской ликвидации монастырей и помещённая на главный алтарь после того, как французы убрали образ Мадонны Рафаэллино дель Гарбо. На левой стене нефа находится фреска с образом Мадонны с Младенцем работы Лоренцо ди Биччи.
В монастыре справа от церкви, с портиком XIV века и верхней лоджией середины XV века, над дверью капитула сохранился рельеф с изображением Сан-Джованни Гуальберто между двумя валломброзанскими монахами работы Бенедетто да Ровеццано. Примером убранства монастыря XIV века является фреска, приписываемая Ченни ди Франческо. В помещении между монастырем и церковью находится замечательная средневековая фреска с животными, редкий образец живописного убранства такого рода.

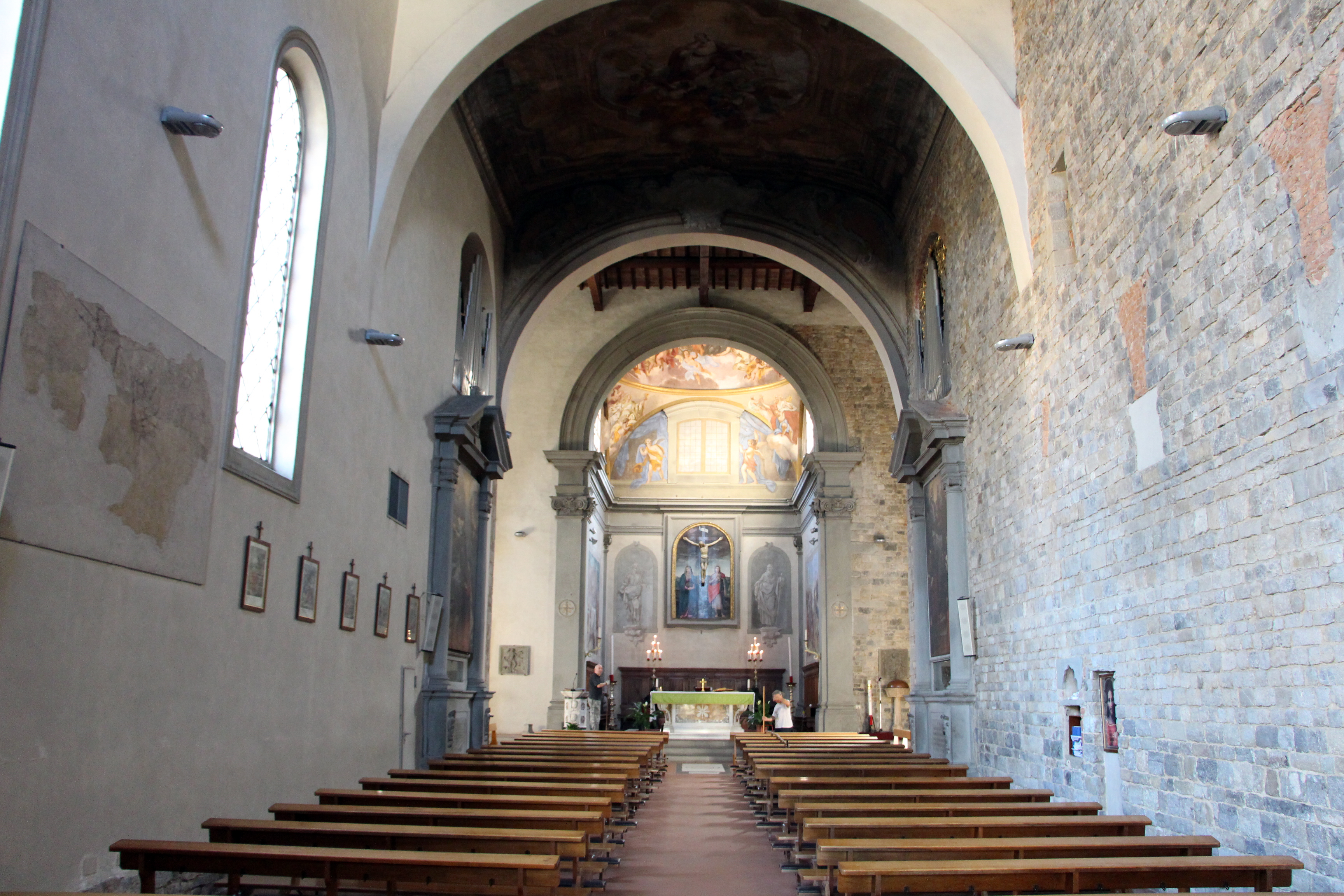
Интерьер церкви
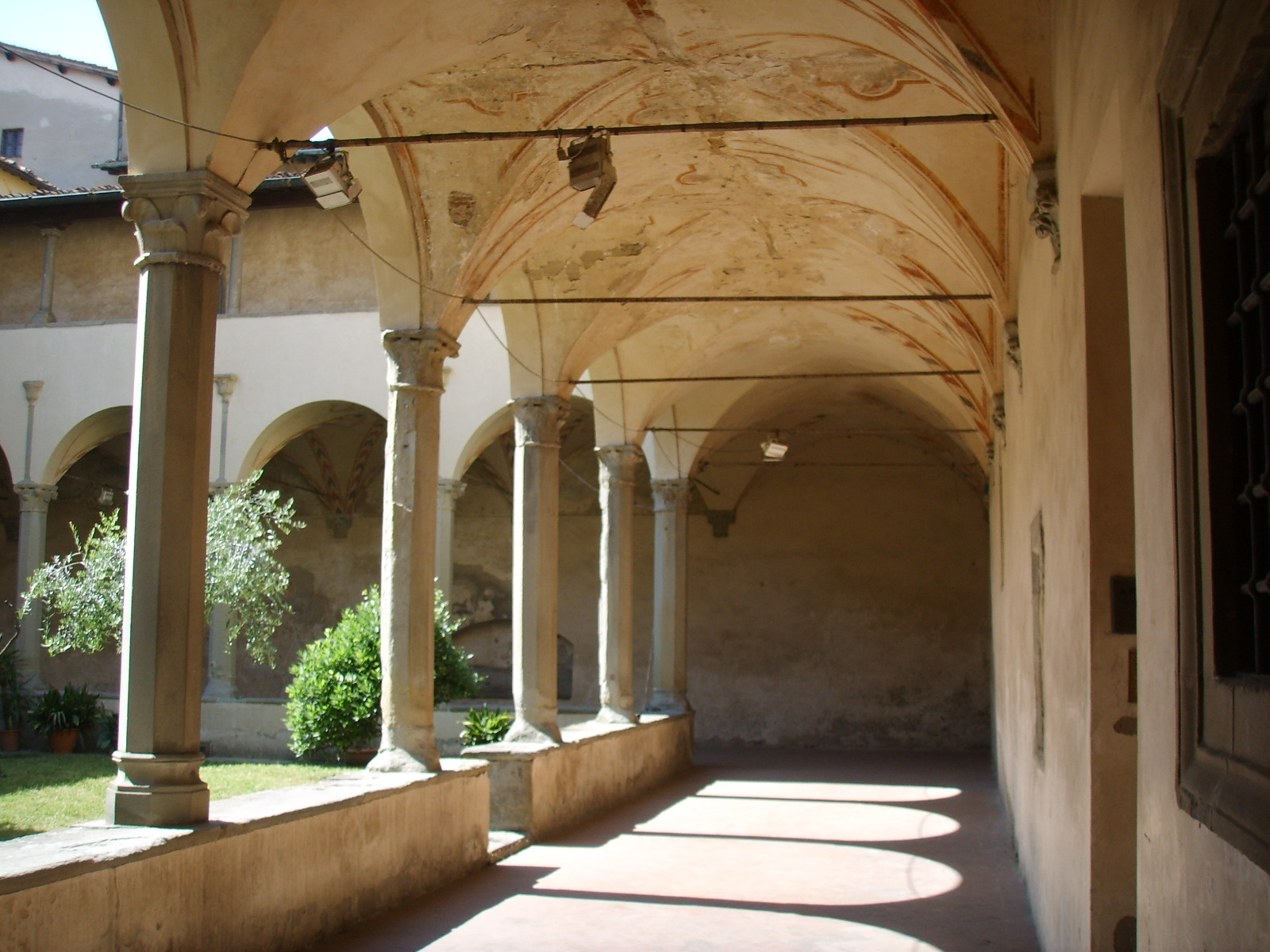
Кьостро (монастырский двор)
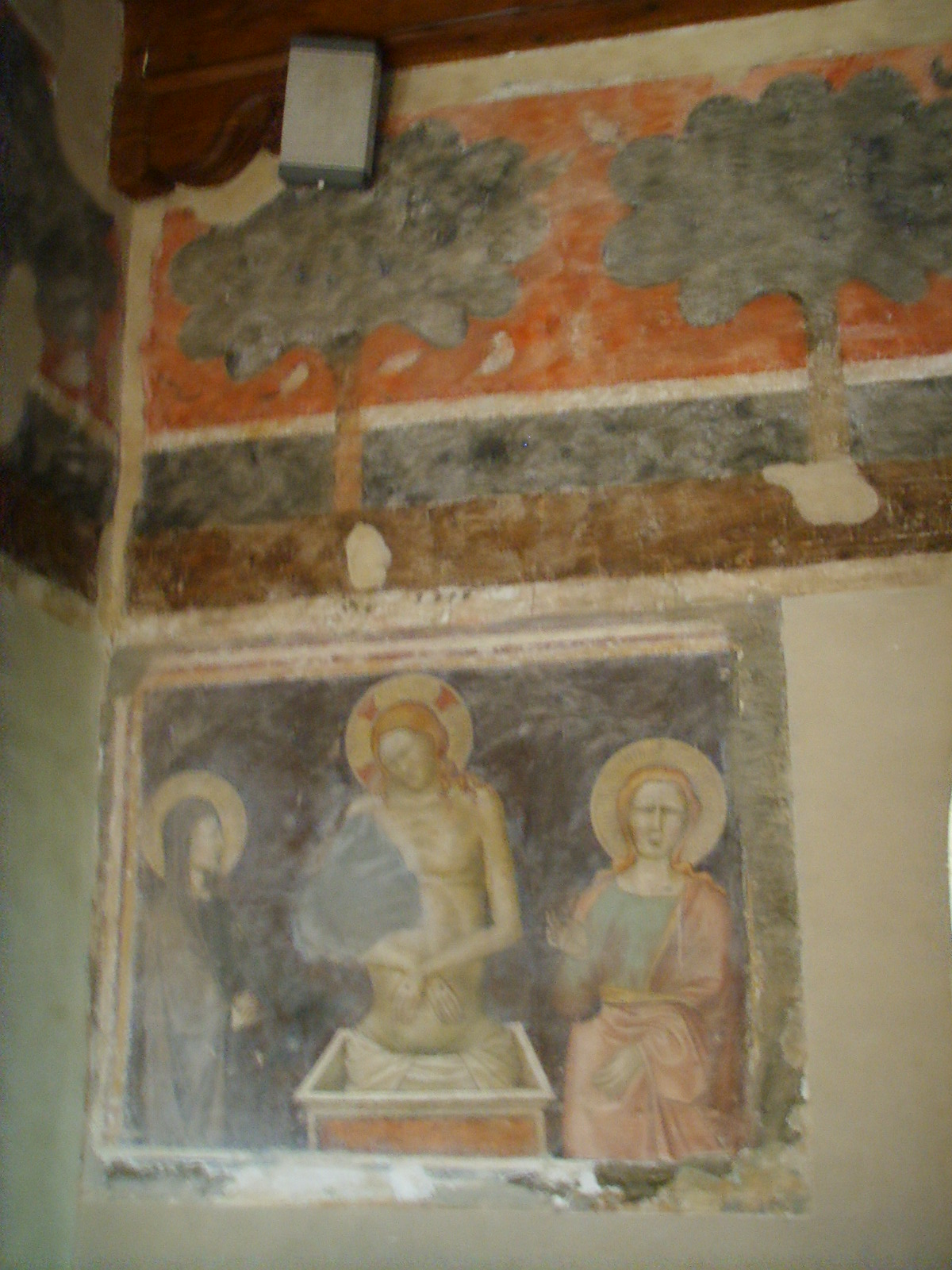
Фреска галереи кьостро XIV в.
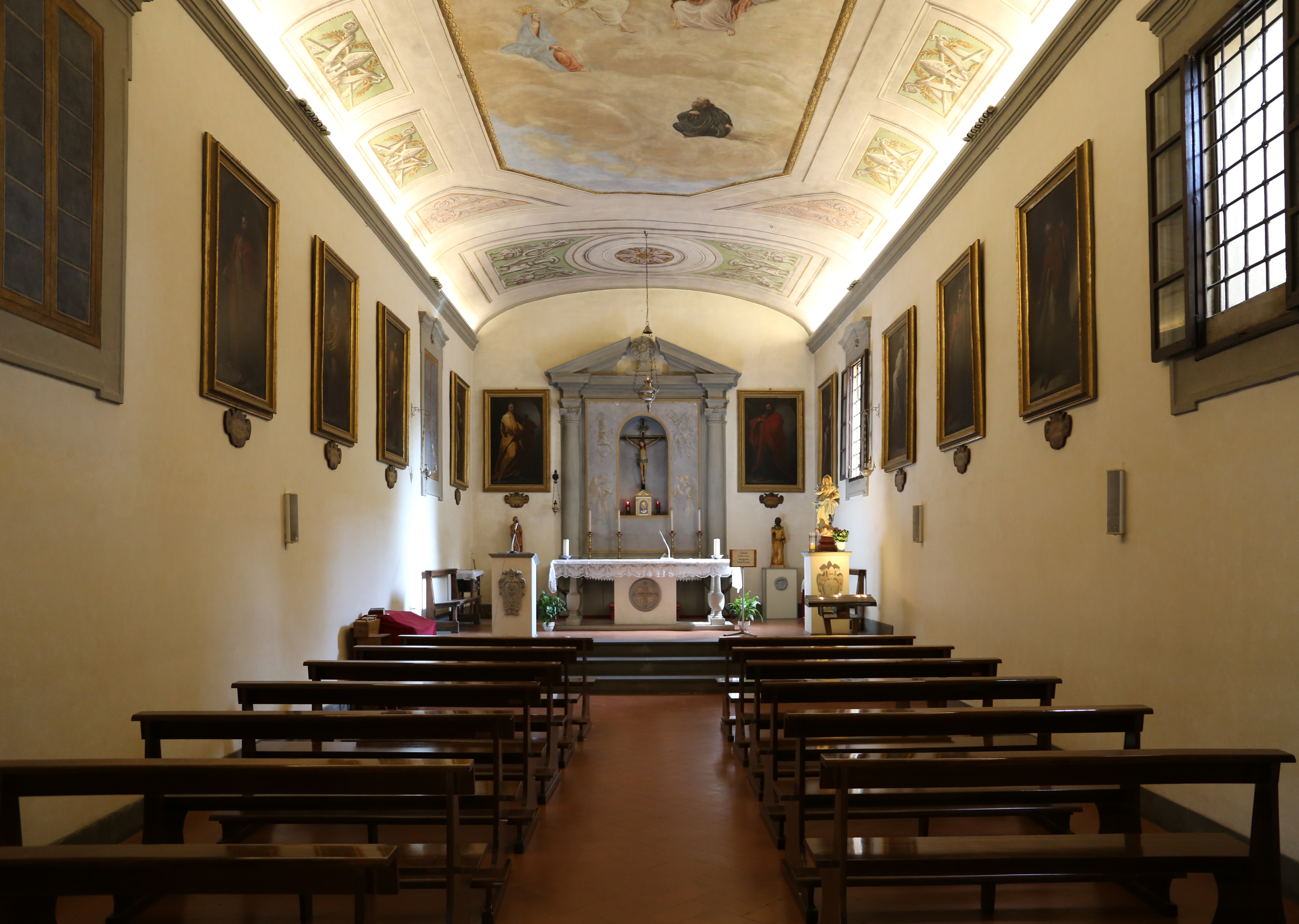
Ораторий монастыря
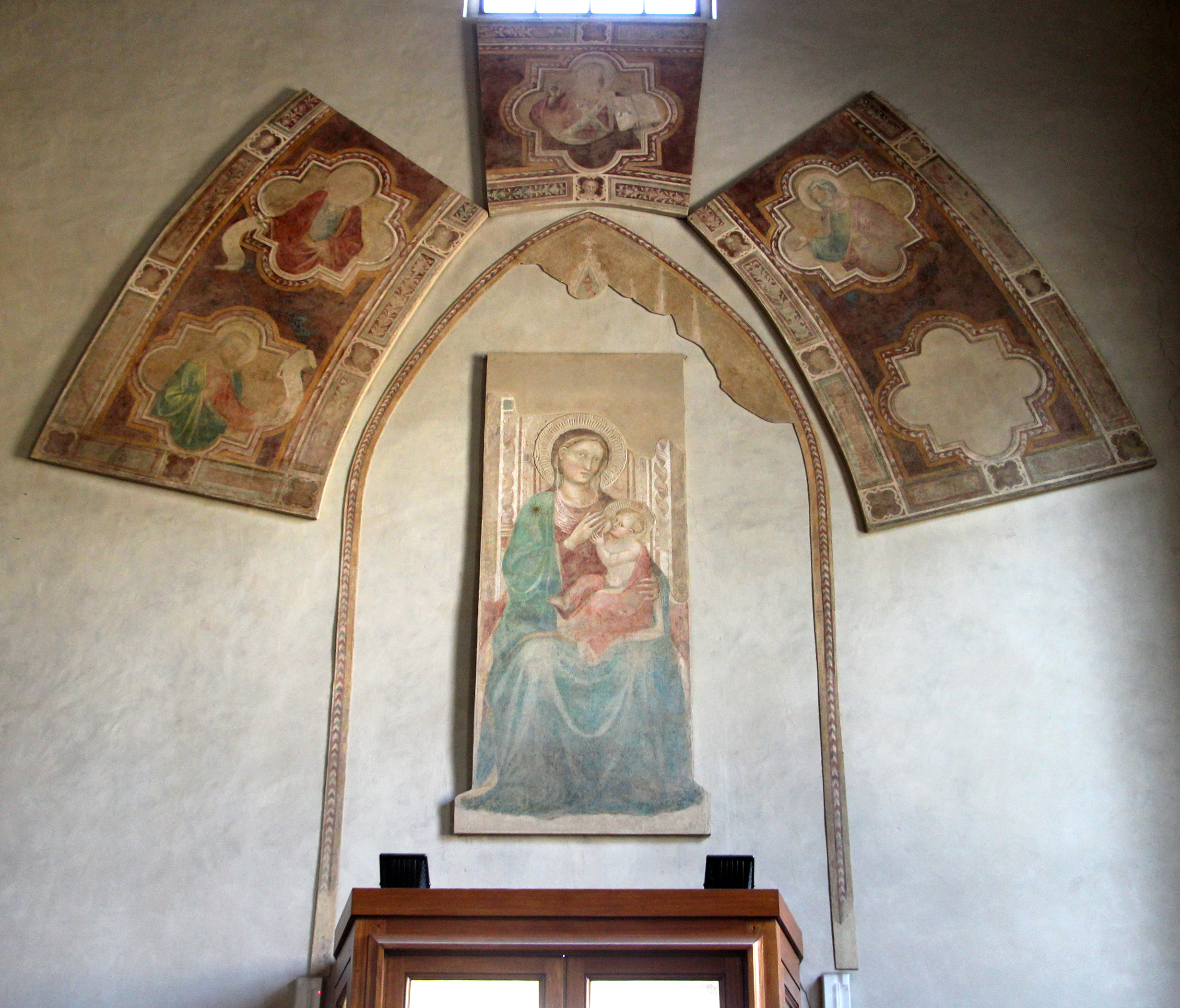
Лоренцо ди Биччи. Мадонна с Младенцем. Ок. 1390. Фреска
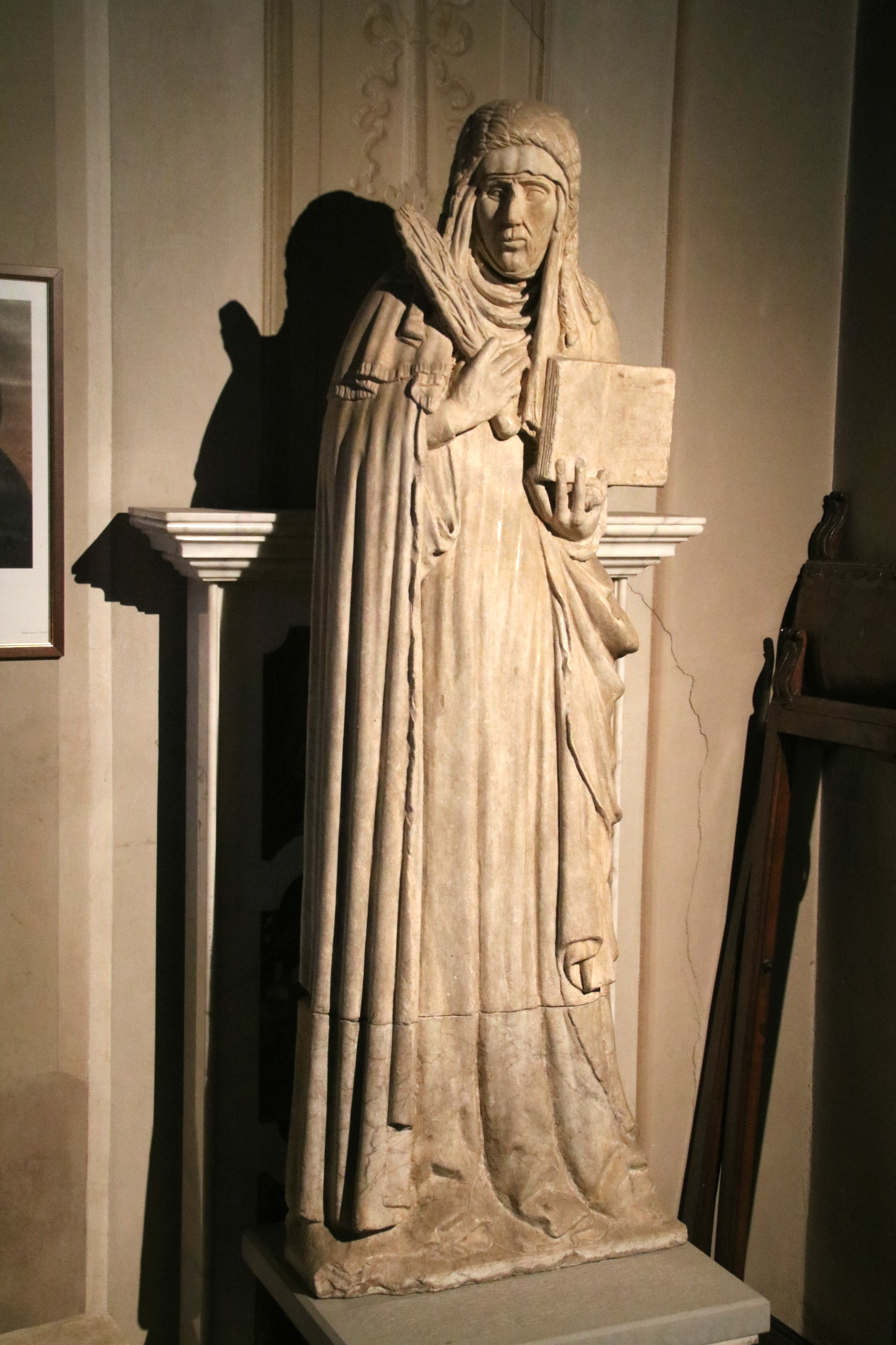
A. Орканья. Благословенное смирение. 1350
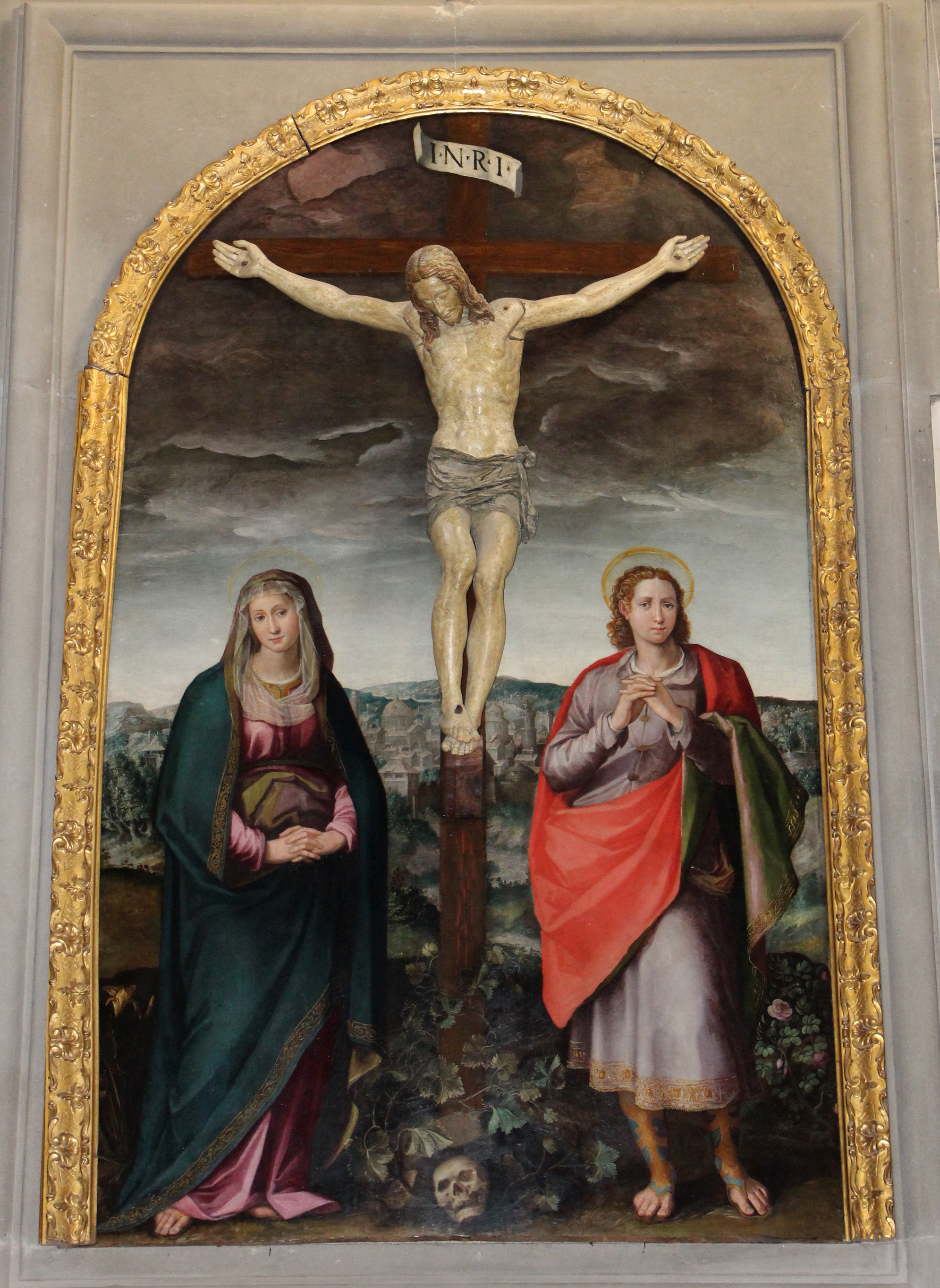
Баччо да Монтелупо. Распятие (нач. XVI века, дерево) на холсте с изображением Мадонны и Святого Иоанна (конец XVI в.)
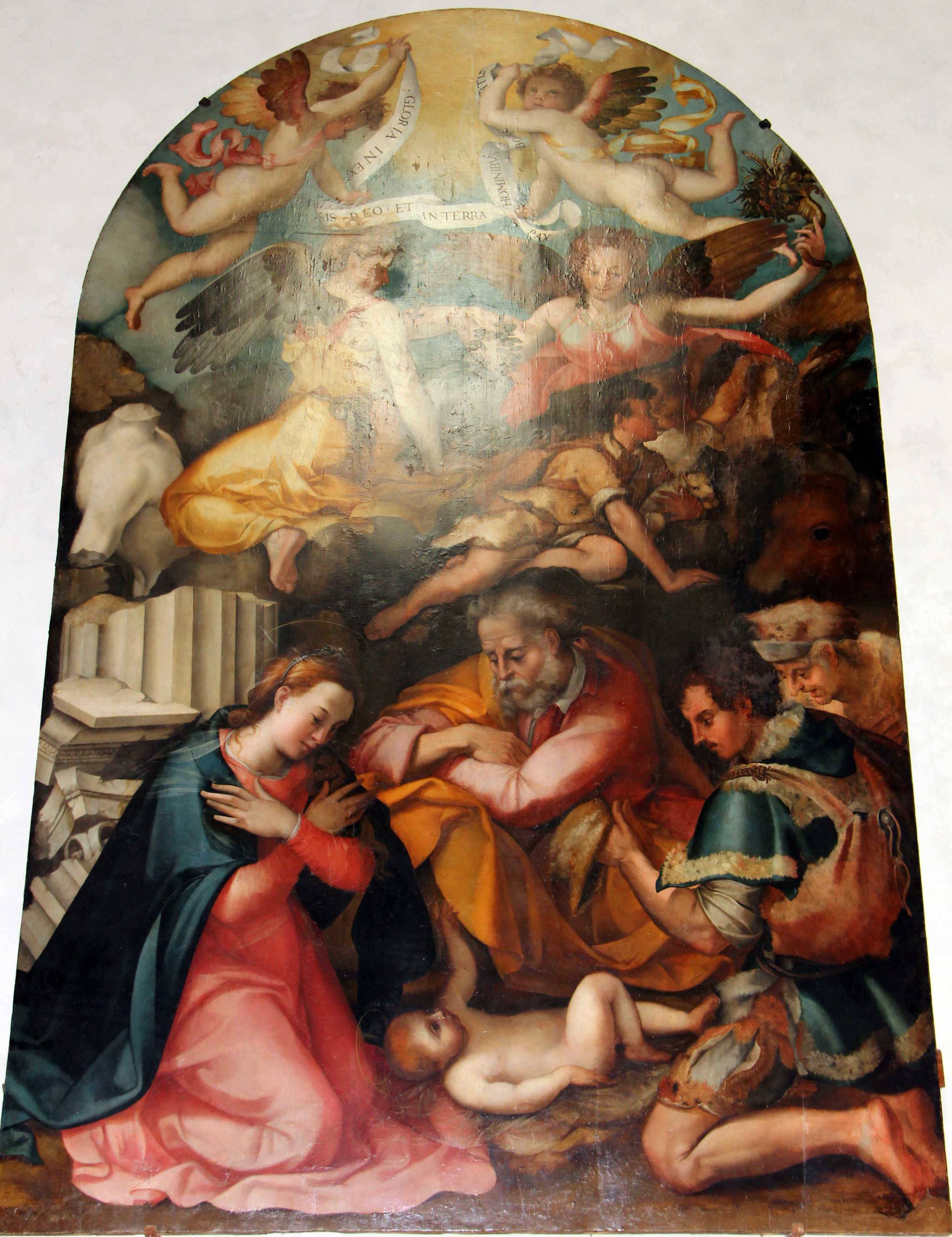
К. Портелли. Поклонение пастухов. Между 1550 и 1575
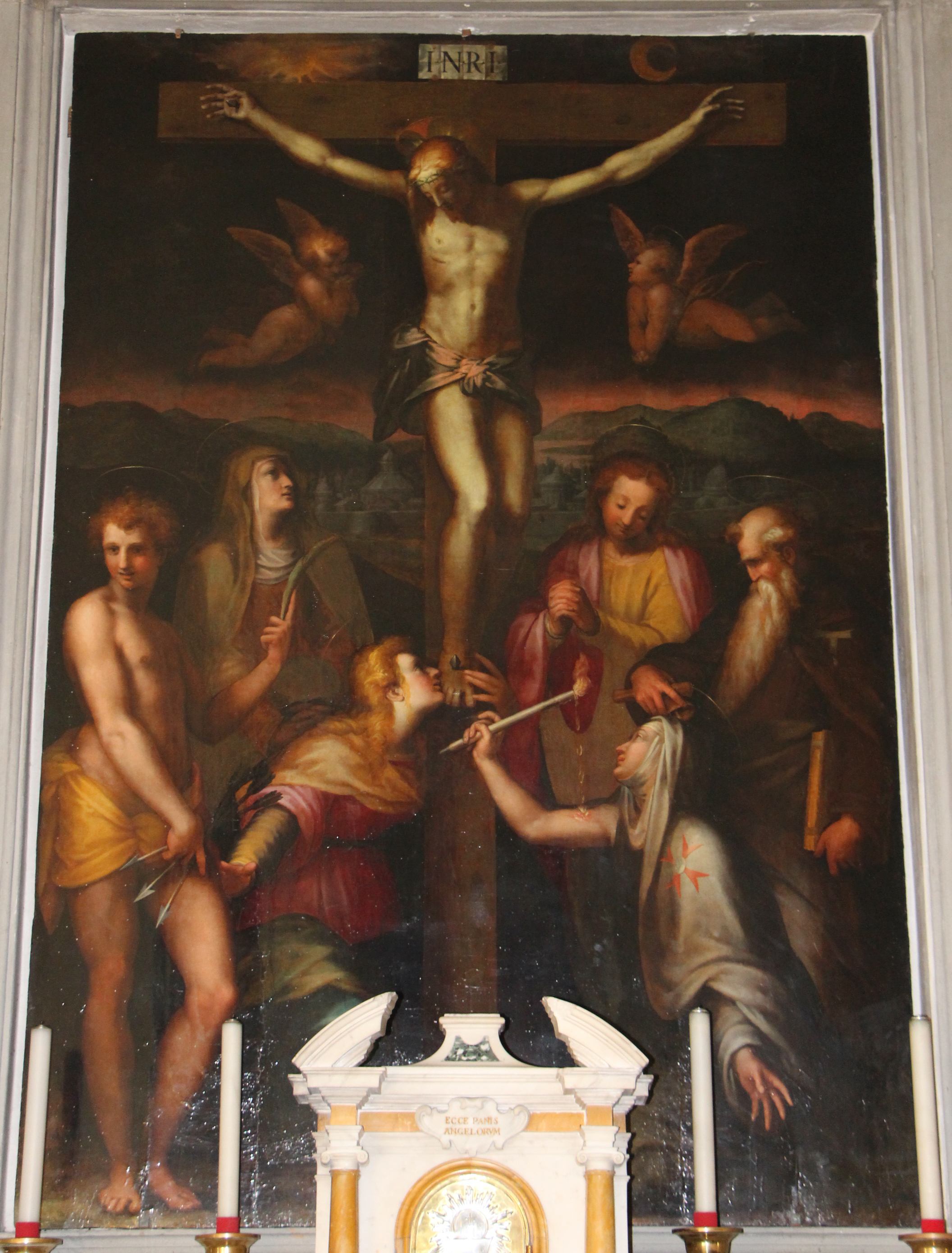
Ф. Морандини. Распятие и святые. Ок. 1580

## Музей

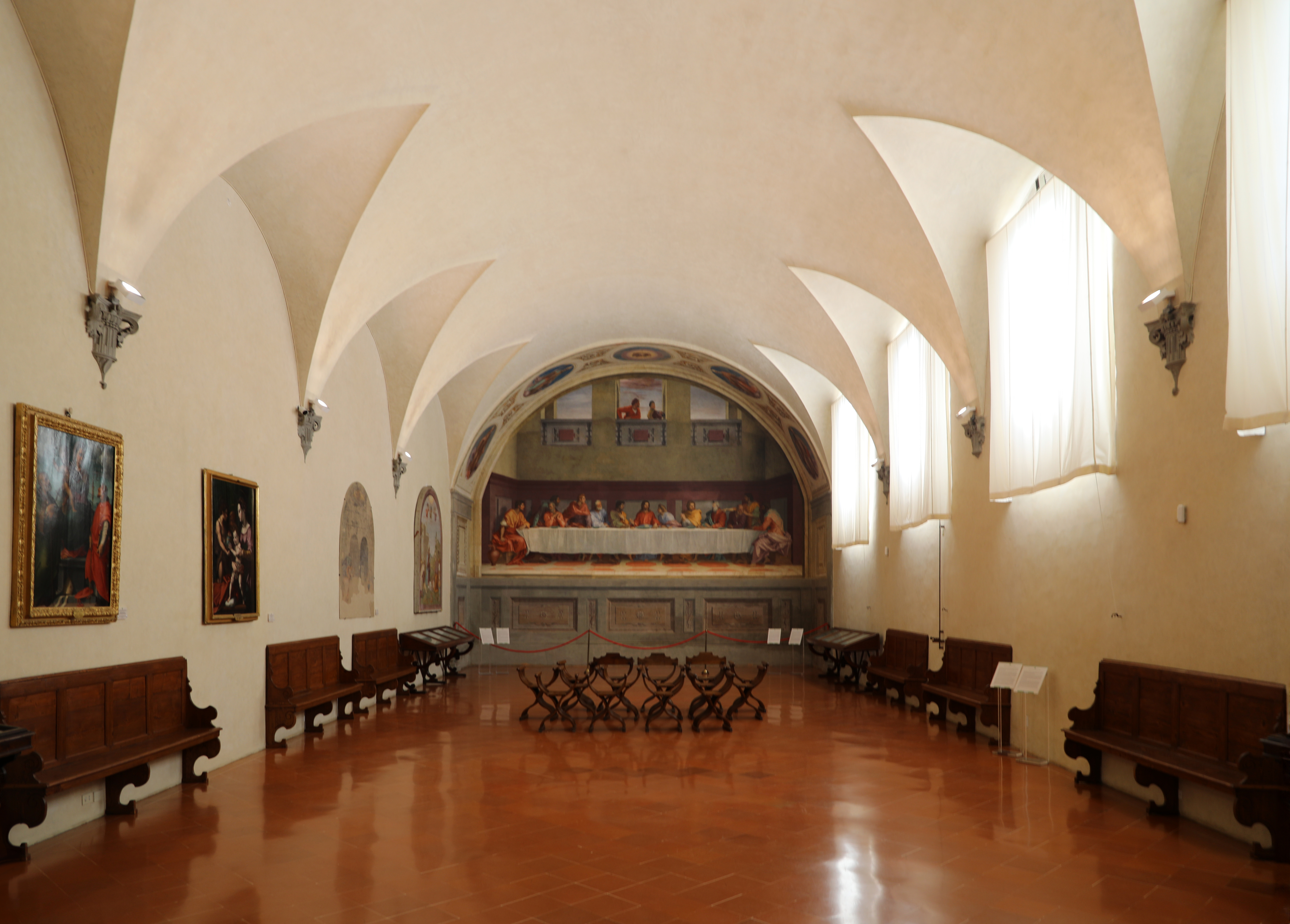
Трапезная с фреской Андреа дель Сарто
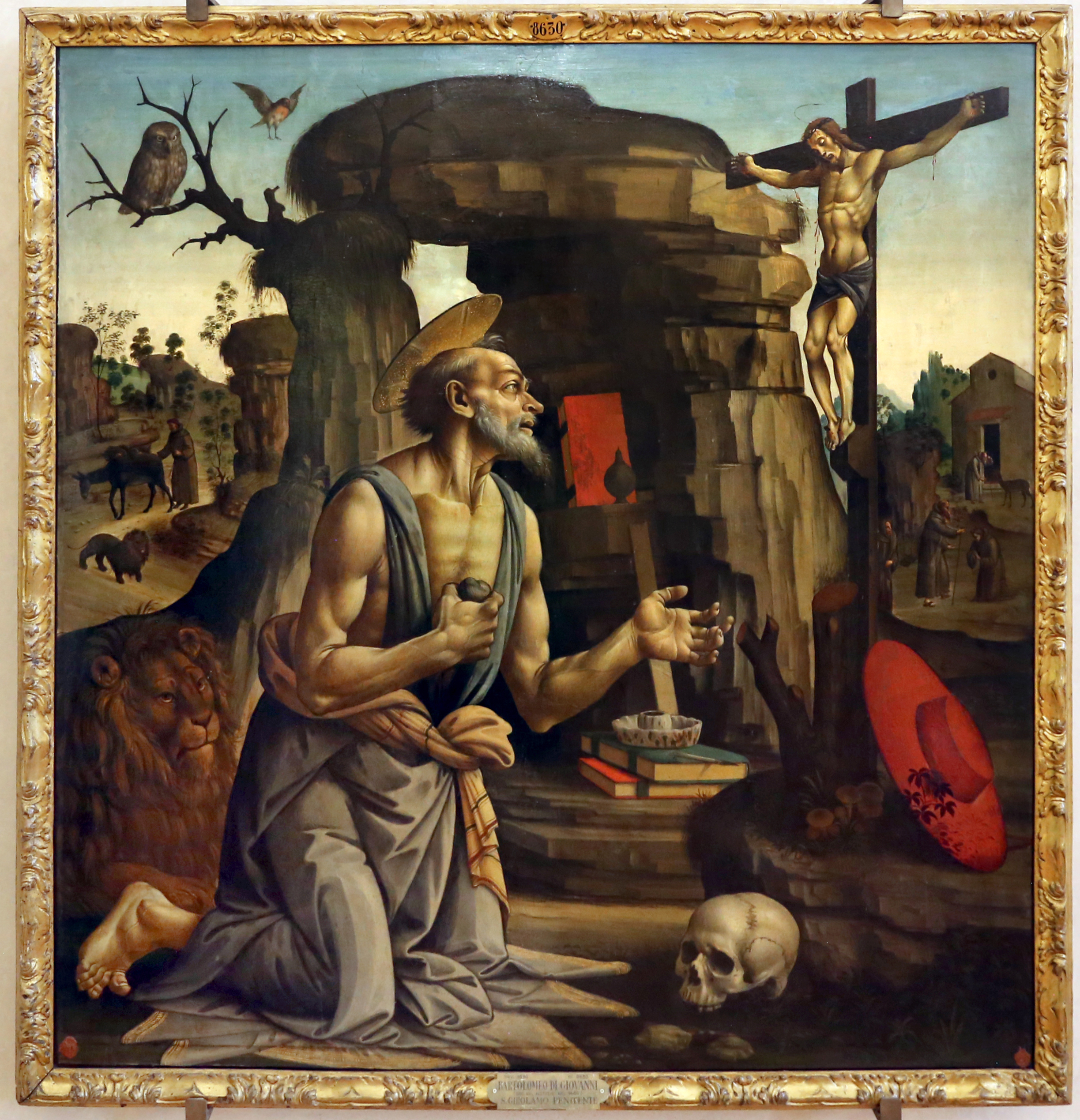
Бартоломео ди Джованни. Кающийся Святой Иероним. Между 1490 и 1500
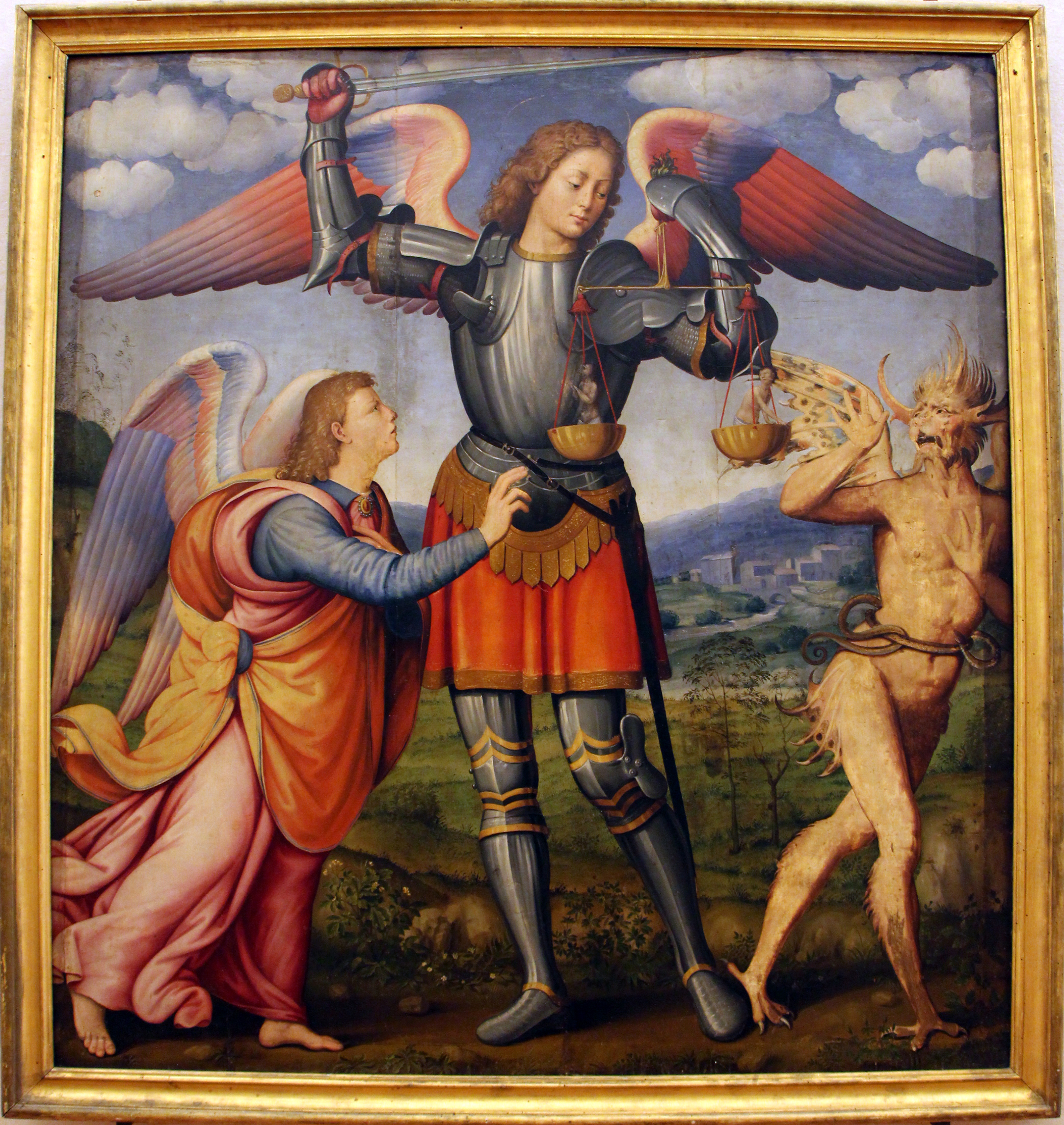
Aнтонио дель Черайоло. Святой Архангел Михаил
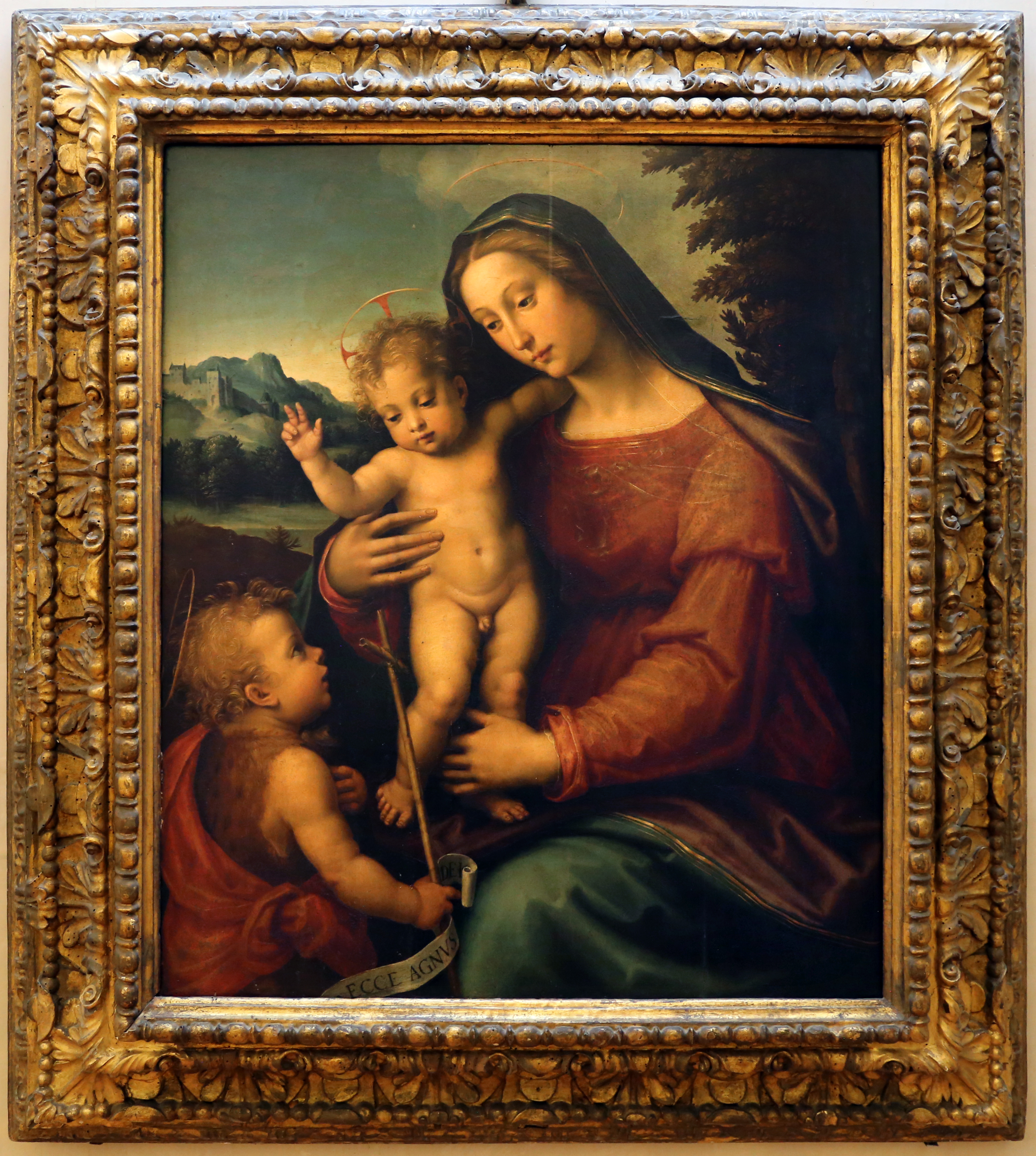
Дж. А. Сольяни. Мадонна с младенцами Иисусом и Иоанном Крестителем. 1530-е
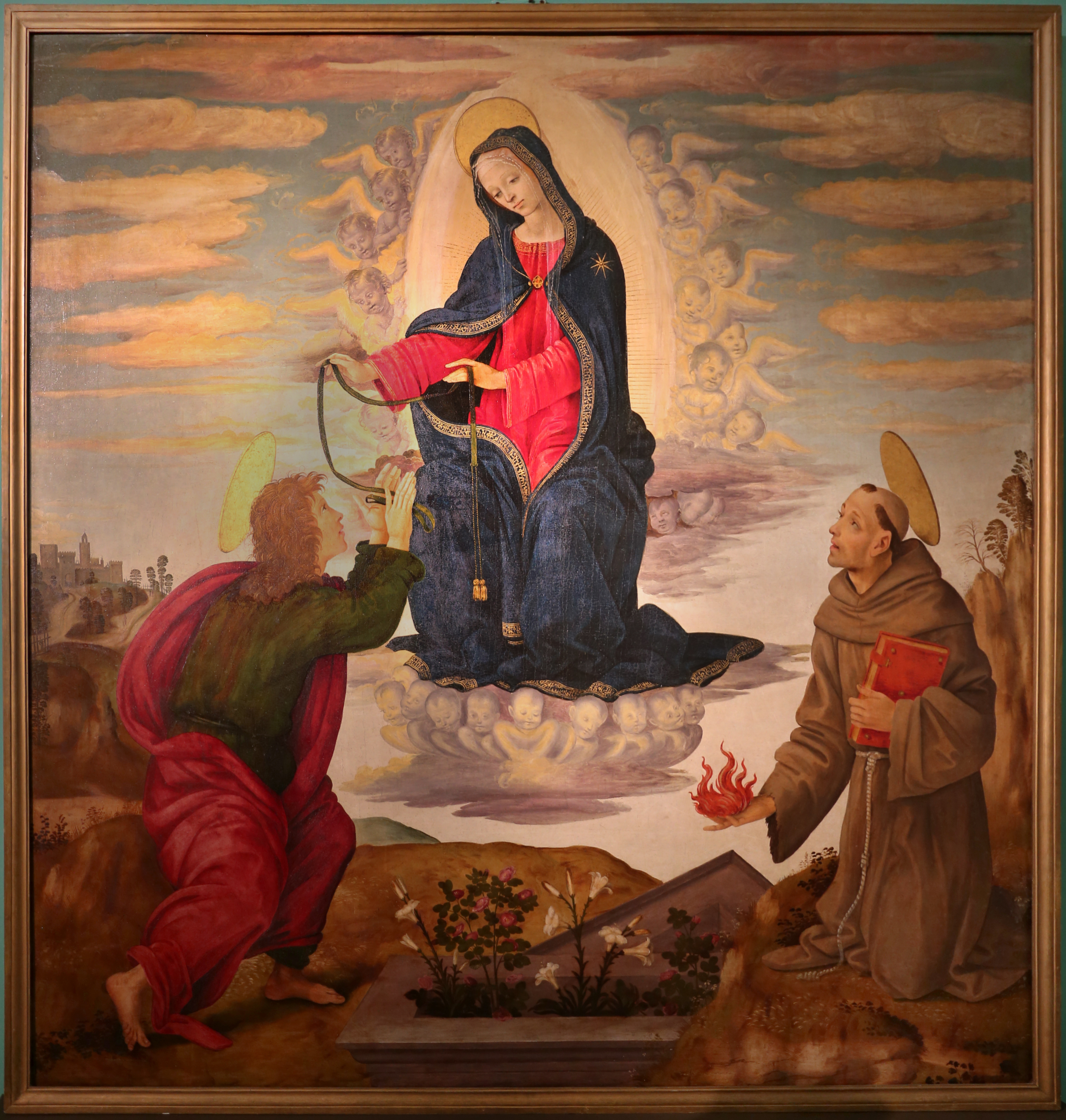
Мастер Мемфиса (возм. Бернардо ди Лоренцо). Мадонна делла Чинтола и Святой Антоний Падуанский. Ок. 1495
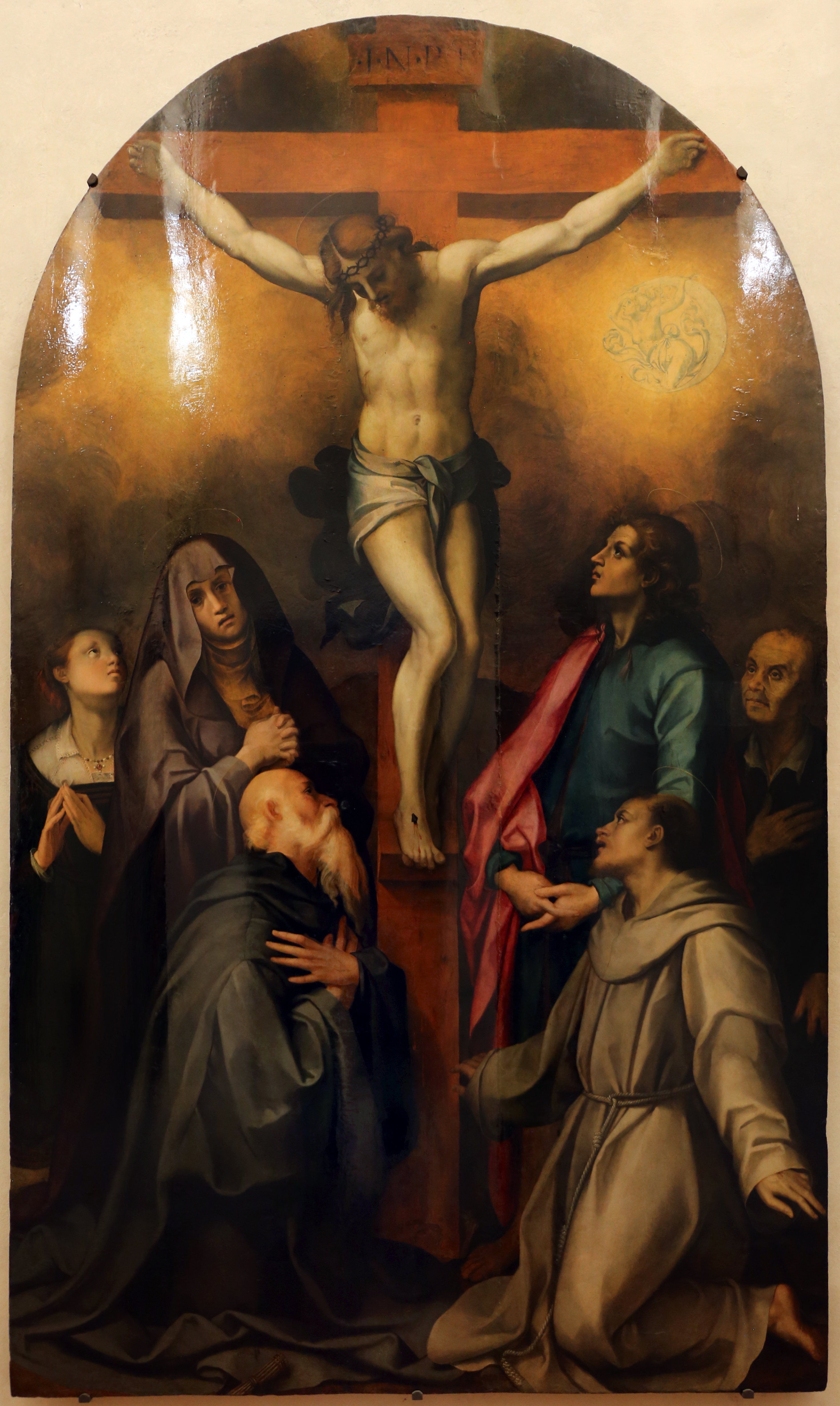
К. Портелли. Распятие со святыми
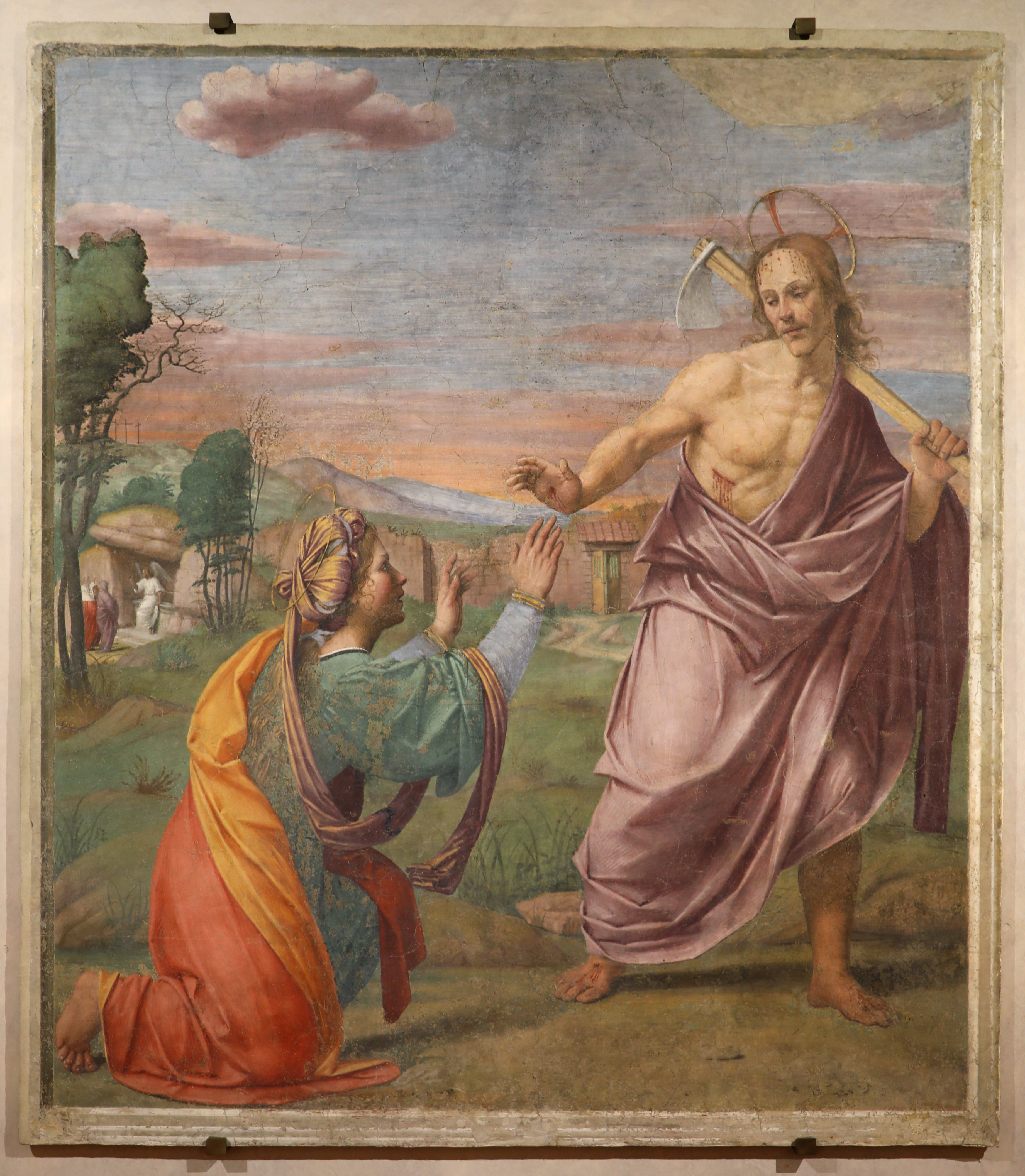
Франчабиджо. Не прикасайся ко Мне. Между 1520 и 1525
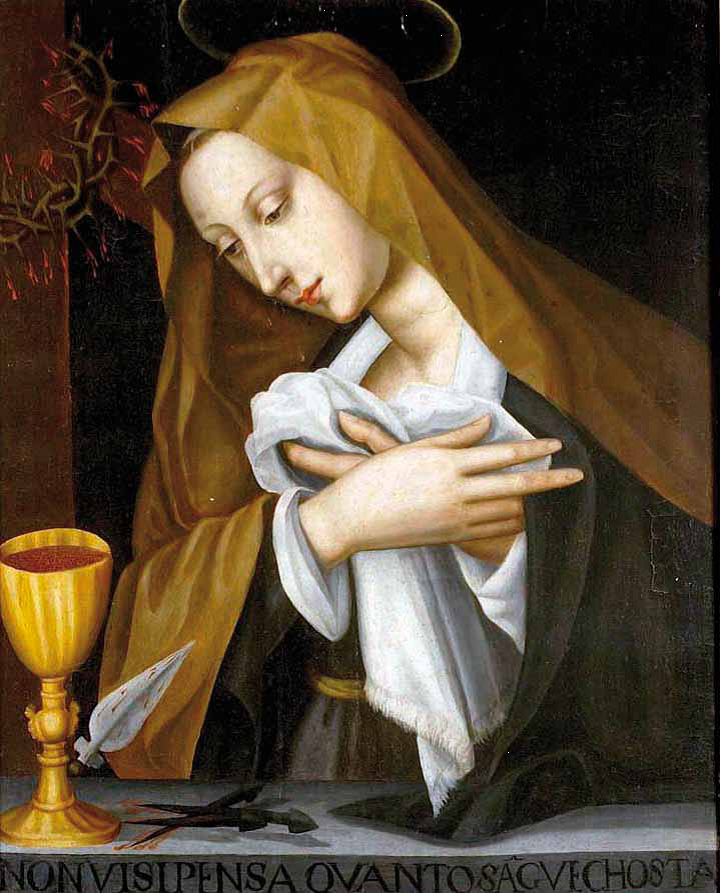
Н. Плаутилла. Молящаяся Мадонна. 1550-е
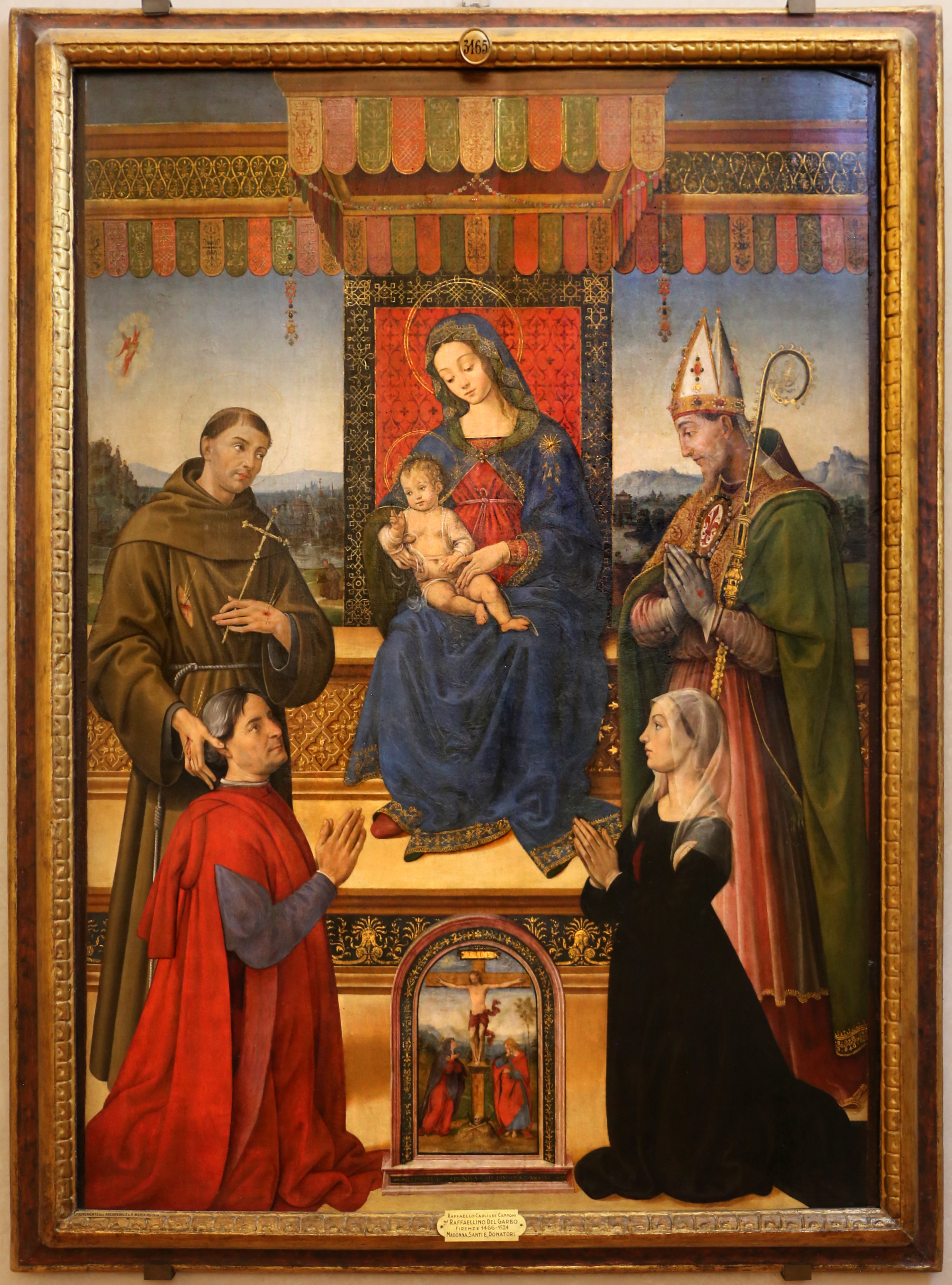
Рафаэллино дель Гарбо. Мадонна на троне со святыми Франциском и Дзаноби
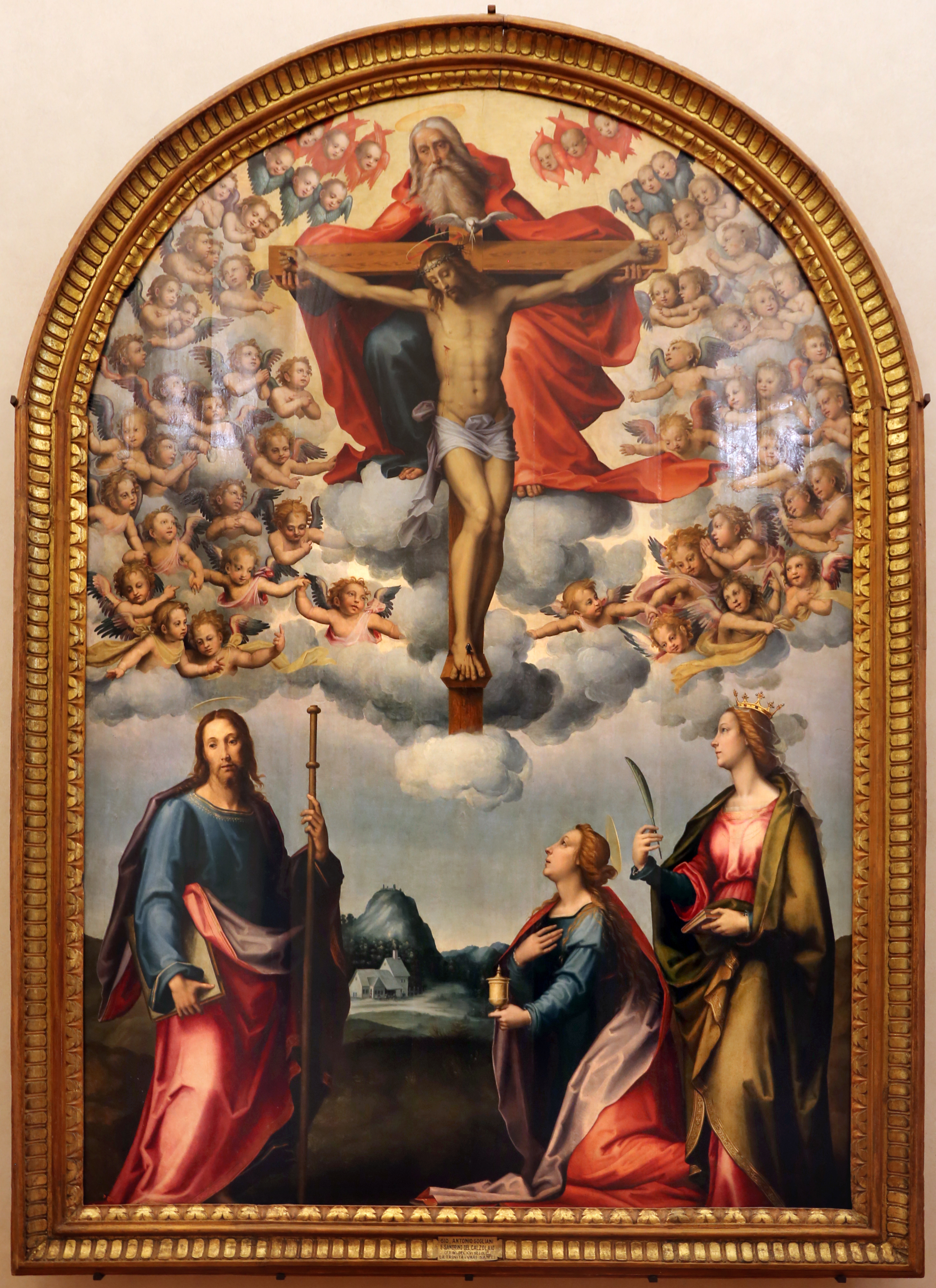
Дж. А. Сольяни. Пресвятая Троица со святыми Иаковом, Магдалиной и Екатериной Сиенской